# 陈锡康
陈锡康（1936年—），男，浙江镇海人，中国运筹学家、投入产出技术专家、农作物产量预测专家，曾任中国科学院数学与系统科学研究院研究员。